# Grace Moloney
Grace Moloney (Slough, 1º marzo 1993) è una calciatrice irlandese, portiere del London City Lionesses e della nazionale irlandese.

## Carriera

### Club
Grace Moloney inizia a giocare giovanissima tesserandosi con lo Slough Juniors, sezione giovanile dello Slough Town, club della sua città natale, per passare in seguito, sempre a livello giovanile, al Reading, poi al Queens Park Rangers, squadra con cui condivide il tifo in famiglia, e tornando infine al Reading.
Dal 2009 è aggregata alla squadra titolare iscritta alla Southern Division della FA Women's Premier League, l'allora terzo livello del campionato inglese femminile di calcio. Al termine della stagione 2012-2013 festeggia con le compagne la promozione in FA Women's Super League 2 e dopo due campionati, al termine di quello 2014, la nuova promozione in FA WSL 1.
Nel giugno 2016 la società la cede all'Aston Villa con la formula del prestito, tornando a disputare la FA WSL 2 fino al termine della stagione e tornando in organico con il Reading da quella successiva.
Ha giocato col Reading per altri sette anni fino al termine della stagione 2022-23, superando anche la soglia delle 200 presenze complessive in partite ufficiali con la maglia del Reading. All'inizio della stagione 2023-24 si è trasferita al London City Lionesses, partecipante alla Women's Championship, la seconda serie del campionato inglese.

### Nazionale
Moloney inizia ad essere convocata dalla federazione calcistica dell'Irlanda (FAI) fino dal 2010, inizialmente nella formazione Under-15 per passare quello stesso anno alla Under-17 e in seguito alla Under-19.
Con la Under-17 è stata una delle principali artefici della squadra che ha prima raggiunto la finale, perdendola con la Spagna solo ai tiri di rigore, del campionato europeo 2010 di categoria e della conseguente conquista della fase finale del Mondiale di Trinidad e Tobago 2010, primo Mondiale per la formazione U-17 femminile irlandese.
Passata alla Under-19 nel 2011, disputa le qualificazioni all'Europeo di Turchia 2012, scendendo in campo in tutti gli incontri delle due fasi eliminatorie ma che nella seconda fase, inserita nel gruppo 4, non riesce a competitiva, perdendo tutti i tre incontri e fallendo così l'accesso alla fase finale.
Dal 2012 iniziano le sue convocazioni nella nazionale maggiore, chiamata dal commissario tecnico Susan Ronan in alcuni incontri di qualificazione al Europeo di Svezia 2013, senza tuttavia essere mai impiegata, con Ronan che le rinnova la fiducia per le qualificazioni al Mondiale di Canada 2015 come vice di Emma Byrne, tuttavia un infortunio alla spalla compromise il suo percorso in nazionale perdendo l'opportunità di essere testata durante l'edizione 2014 della Cyprus Cup.
Ciò nonostante Colin Bell, che rileva Ronan alla guida della nazionale dal febbraio 2017, e Tom O'Connor che lo sostituisce dal luglio 2019 continuano a convocarla sia in tornei ufficiali che non ufficiali, marcando due presenze in amichevole nel 2019.

## Palmarès

### Club
- Campionato inglese di seconda divisione: 2

Reading: 2014
London City Lionesses: 2024-2025

### Individuale
- FAI International Football Awards: 1

2011, categoria donne Under-19